# Georges Rouquier
Georges Rouquier (n. Lunel-Viel, Hérault, Francia; 23 de junio de 1909 - f. 19 de diciembre de 1989), cineasta y actor francés.

## Infancia y juventud
Hasta los cinco años de edad, la vida de no tiene gran interés. Su madre tenía una pequeña tienda de comestibles en Montepellier, y le quedaba poco tiempo para dedicar a su hijo. Su padre también estaba muy ocupado en la administración de una lechería que tenía en Lunel. Así, el pequeño Georges pasaba mucho tiempo solo en su casa metido en sus sueños y ahorrando lo que podía para ir ver películas. Cerca de la tienda de su madre había una pequeña sala de cine, y Georges compraba las entradas más baratas, que estaban detrás de la pantalla. Así que se podría decir que Georges Rouquier desarrolló su pasión por el cine viendo películas invertidas.
En 1914 comenzó la guerra, y su padre fue llamado a filas. La separación supuso un duro golpe para el pequeño, de solo cinco años. Aunque a su alrededor todos hablaban de la guerra, Georges no entendía lo que quería decir esa palabra. Solo significaba para él algo muy malo que se había llevado a su papá y hacía llorar a su mamá.
Solo un año más tarde, en 1915, el padre de Georges murió en Verdún a la corta edad de treinta y tres años. Georges tenía seis. Su madre se vio obligada a vender la tienda de Montpellier y ponerse a trabajar como asistenta. Como no podía mantener a su hijo y compartir con él todo el tiempo que le hubiera gustado, decidió enviar al pequeño Georges a pasar una temporada en la granja de cabras de sus tíos, Farrebique, en Goutrens. Sus primos le recibieron como a un hermano. 
Después de estar seis meses en la granja, regresó a Montpellier y empezó el colegio. Pero con catorce años lo tuvo que dejar, y ponerse a trabajar para ayudar a su madre. Empezó como aprendiz en una imprenta de Montpellier, y a los dieciséis años se mudó a París. 
Su primera vivienda allí fue la casa de su prima Renée, que llevaba poco tiempo en París y vivía con su marido, el dibujante Albert Dubouta. No solo le dieron un alojamiento, sino que también le ayudaron a encontrar un trabajo. Al principio tuvo mala suerte, pero finalmente encontró un puesto en la Imprimerie du Droit en Choissy-le-Roi. Empezó a ganarse la vida, y pudo retornar a su pasión por el cine y las películas. 
Se convirtió en uno de los habituales de lo que entonces se conocía en París como los templos del cine. Eran las salas Les Ursulines, Ciné Latin y más tarde, el Studio 28. Iba mucho al cine, y leía todas las revistas del género que caían en sus manos.

## Comienzos en cine
Un día, leyó una entrevista a Eugène Deslaw, en la que explicaba cómo había rodado la Symphonie des machines con un presupuesto de solo 2500 francos. Rouquier sabía que ese dinero estaba a su alcance, y decidió ahorrar para hacer él una película. Para conseguir el dinero más rápidamente, pidió trabajar en la imprenta en los turnos de noche, hasta que un día, reunió 2500 francos. Le costó poco dejar París, y se fue al sur de Francia, que él conocía mejor. En 1929 Georges Rouquier había rodado su primera película, Vendanges. Aunque recibió una buena crítica de Maurice Bessy, Rouquier no estaba satisfecho. Estaba dispuesto a hacer otra película, y sabía que no tardaría mucho en reunir otros 2500 francos.
Pero fue entonces cuando llegó el cine sonoro. Hacía falta mucho más dinero para hacer películas y mientras los presupuestos se dispararon, los sueños de Rouquier por hacer cine cayeron por el desagüe. Lo único que pudo hacer Georges fue esperar a conseguir que alguien le produjera su película. Tardó trece años, hasta que en 1942 conoció a Étienne Lallier, un productor que aceptó financiar Le tonnelier.
Aunque el rodaje estaba previsto para el sur de Francia, eran los años de la ocupación alemana, y el país estaba partido en dos. Era muy difícil cruzar la frontera entre el norte ocupado y el sur gobernado desde Vichy. A pesar de los contratiempos, Rouquier hizo su corto. En 1943 recibió el primer premio en el Congrès du Film Documentaire, junto a otras dos películas.
Este primer éxito le permitió a Georges afianzarse como director. Lo que quería era evitar que lo reclutaran como trabajador en el servicio obligatorio y se lo llevaran a Alemania; así que decidió probar suerte trabajando solo como director. La única manera de estar siempre ocupado y con dinero asegurado era hacer películas por encargo. De esta manera rodó tres cortos ese mismo año: Le Charron, La part de l’enfant, y L'économie des Métaux.

## Una carrera consolidada
En 1944 su primer productor, Lallier, le ofreció dirigir un largometraje sobre las cuatro estaciones del año. A Rouquier no se le ocurrió mejor idea que retratar cómo se vivían las estaciones en una granja como la que él había conocido de sus tíos en Goutrens. Esta idea se convirtió en Farrebique. En 1946 este largo obtuvo el premio de la crítica del festival de Cannes, además de otros galardones importantes como el Grand Prix du Cinéma Français o los primeros premios de los festivales de Roma y Venecia.
En 1948 rodó L'Oeuvre Scientifique de Pasteur con Jean Painlevé. Después quiso rodar un proyecto sobre una de las victorias más famosas del General Leclerc, La Prise du Fort de Koufra, pero fracasó.
Los años siguientes fueron muy prolíficos para Rouquier. En 1949 rodó Le Chaudronnier y dos años después Le Sel de la Terre, que trataba sobre la región francesa de Camargue. Además, al mismo tiempo rodaba dos películas sobre cirugía con el profesor Merle d'Aubigné. En 1952 hizo Un Jour Comme les Autres, un encargo de la oficina de prevención de accidentes laborales y Le Lycée sur la Colline, subvencionada por el Ministerio de Educación francés. Después llegó Malgovert en 1953, una película sobre la excavación de un túnel que uniría la presa de Tignes con la población de Bourg St. Maurice. La obra más importante de este periodo sería Sang et Lumière, un largometraje en color que adaptaba una novela de Joseph Peyré.
En 1955 Rouquier tuvo que hacer frente a un rodaje problemático para su filme Honegger, porque el sujeto del reportaje se puso muy enfermo. A pesar de los contratiempos, este trabajo mereció un premio en Venecia en 1957.
Volvió a los cortos con La Bête Noire, un trabajo sobre la caza del jabalí salvaje en los bosques de Sologne. Entre 1954 y 1955 rodó una serie de tres cortometrajes de treinta minutos cada uno sobre los milagros de Lourdes. El conjunto de los tres se llamó Lourdes et ses Miracles, y constaba de Témoignages, Pèlerinage, y Imprévu. En esta ocasión, la cámara de Rouquier actúa solo como testigo imparcial documentando unos acontecimientos. Es el espectador el que debe formarse su propia opinión en función de los hechos.
El mismo año de 1955 Rouquier rodó otro largometraje de ficción: S.O.S. Noronha. Estaba inspirado en una historia real sobre el ataque de unos presos fugados a una estación de radio cerca de la costa de Brasil. Todo ocurrió mientras el piloto francés Mermoz volaba un avión postal de Natal a Dakar.

## Estilo
Rouquier utiliza actores no profesionales en sus grandes éxitos Farrebique y Biquefarre; personajes que, además, son su familia y amigos. Al no tener ninguna experiencia ante la cámara, la actuación no es buena, y a los ojos de un espectador curtido en mil películas de Oscar, puede parecer una actuación mala y anacrónica o pasada de moda.
Georges Rouquier no esconde la cámara, como hacían los directores del cine-verdad y la Nouvelle Vague. Por el contrario, hace que personajes interpreten un papel, si bien es un papel muy parecido al que interpretan cada día en sus vidas. Se nota que los personajes saben que la cámara está presente y se les nota mucho. Pero esta actitud tiene un punto curioso. La actuación es mala, la relación entre los personajes no queda del todo clara y hay saltos enormes en la “trama” de la película, pero todos estos factores combinados le dan un toque de autenticidad y realismo a la historia.
Es este estilo de aprovecharse de los recursos naturales el que Rouquier hereda de Robert Flaherty. Ambos saben lo que quieren rodar, y lo preparan respetando la realidad. Es una realidad que conocen muy bien, porque han convivido con ella previamente.

## Evolución como cineasta
En 1957 Rouquier aparcó su trabajo de director y puso voz a Lettre de Sibérie, un trabajo de Chris Marker. El año siguiente volvió a ponerse tras el objetivo, y rodó Une Belle Peur para prevenir accidentes infantiles. Sobre el miso tema trató Le Bouclier, que fue ya su tercera obra sobre prevención y seguridad. Su especialización en el tema hizo que entre 1960 y 1965 rodara varios proyectos para ministerios y organismos públicos, tanto en Francia como en África. Entretanto, en 1963 viajó a Canadá. Allí rodó dos películas: Le notaire au trois pistoles y Sire le Roy n'a plus rien dit.
Georges Rouquier no se atrevió a ocupar un lugar delante de la cámara hasta finales de la década de los 60. Fue en la película Mandrin de J. P. Le Chanois. También hizo de doctor en Nous n'irons plus au bois, de Georges Dumoulin. En 1967 hizo el papel de Mathieu, protagonista de Pitchi Poi. Era una adaptación de un libro de François Billetdoux, y se emitió en diecisiete países de toda Europa.
Hasta principios de los 80 Rouquier actuó en varias películas, junto a actores tan conocidos como Alain Delon o a las órdenes del gran cineasta Costa Gavras en Z. También se puso en la piel del pintor Battestini y del mismo Leonardo da Vinci en distintas películas. Incluso en 1981 le dio tiempo a hacer dos papeles distintos: uno en una serie de televisión y otro en L'Amour Nu, de Yannick Bellon, en la que era un artesano del cristal.

## Los últimos años de carrera
Rouquier ya tenía experiencia como director de documentales, películas de ficción, largometrajes, cortometrajes y también como actor. Cuando llegaron los 70 se hizo productor, con una serie de televisión para la segunda cadena francesa: Les saisons et les jours. 
Volvió a dirigir en 1976 con el género que mejor conocía. El documental Le Maréchal Ferrant valió otro premio para Georges Rouquier, esta vez el César al mejor corto documental.
Finalmente en 1982, Rouquier dirigió 38 Ans Après. Había realizado su sueño de volver a la granja de su tío en Goutrens y hacer una continuación para Farrebique. Esta segunda obra se estrenó con el título de Biquefarre y se llevó el gran premio especial del jurado en el festival de Venecia de 1983. De estas dos producciones hablaremos más adelante, pues merecen un apartado particular.
Georges Rouquier falleció en París el 19 de diciembre de 1989, a la edad de ochenta años. Exactamente dieciséis años antes de que yo entregue este trabajo.

## Filmografía

### Director
- 1983: Biquefarre
- 1977: Le Maréchal ferrant - cortometraje
- 1956: S.O.S. Noronha
- 1953: Sang et lumières (Sangre y luces)
- 1946: Farrebique - documental

### Actor
- 1981: L'Amour nu
- 1969: Z
- 1968: Jeff
- 1957: Le Bel indifférent - voz

## Películas representativas

### Farrebique
Esta es una película que está condicionada claramente por las circunstancias, tanto del autor, como de la sociedad en que vivía. En la Francia ocupada por los nazis, no era fácil hacer cine. Los directores necesitaban, no solo una subvención, sino un permiso del gobierno para conseguir cuotas de película y filmar sus producciones.
Las bellezas de la vida rural, especialmente la vida agrícola, eran un tema que las autoridades favorecían, ya que apartaban la atención de la guerra y defendían además una serie de valores. Por ejemplo, se daba la circunstancia de que Bélgica necesitaba aumentar su producción de alimentos, ya que la importación prácticamente había desaparecido. Con este tipo de cine, se exaltaba la figura del granjero y se animaba a la gente a apoyar este sector. El ejemplo es el de Bélgica porque fue allí donde el director Henri Storck propuso hacer una serie de películas documentales para mostrar la sucesión de las estaciones del año en una granja belga. La película se llamó Symphonie paysanne o Boerensymfonie (Sinfonía campesina), y se rodó en 1944 con el inmediato permiso de grabación y la aprobación para la película virgen.
Seguro que estos trabajos fueron una inspiración para Georges Rouquier cuando el productor Lallier le encargó hacer una película sobre el mismo tema. Tras la ocupación por parte del ejército alemán de la mitad norte de Francia, Rouquier se trasladó de nuevo a la granja de sus tíos, Farrebique, donde había pasado una temporada de joven. Allí elaboró algunos experimentos cinematográficos, que finalmente culminaron en la película Farrebique (1946). 
Al igual que las películas de Storck, la de Rouquier sigue la evolución de la granja a través de las estaciones del año. Lo hace con gran detalle, siguiendo los movimientos de los insectos, la evolución de las sombras a lo largo del día, el crecimiento y muerte de las flores, etc. Gracias a la experimentación, Rouquier unió estos fotogramas en una rápida sucesión (stop motion) con un resultado excelente que ilustra el carácter cíclico y temporal de las estaciones. Además de la historia natural, utilizó a los miembros de la granja (su propia familia) y los introdujo como personajes en su película.
Farrebique se concibe como la mejor película de Rouquier. En ella, los personajes viven para y por la granja y su producción, y se hacen uno con la naturaleza. En este aspecto es bastante parecido a lo que quiso ilustrar Flaherty en sus películas Nanook, el esquimal y Moana. Lo que hace Rouquier es seguir las vidas de los granjeros paralelamente a la naturaleza, y demuestra cómo cada una depende de la otra. 
Con esta película vivimos el fin de una era y el inicio de otra que obliga a la familia a evolucionar. Se debaten entre invertir para traer la electricidad hasta su granja o utilizar el dinero para arreglar el viejo granero. A lo largo de las estaciones, también vemos otras pequeñas historias, como el cortejo de un joven a su futura esposa, o cómo el abuelo se prepara para su muerte.
La película termina cuando llega la primavera. Es entonces cuando vemos el efecto de las sucesiones de fotografías tomadas a lo largo de todo el año. En palabras del crítico Hal Erickson, es el momento más emocionante del filme, en el que las imágenes simbolizan la vida pasada de los personajes y la sintetizan con una belleza insuperable.
Esta producción se llevó muchos premios y le mereció a Rouquier la aceptación y los aplausos del público y la crítica internacional. Pero las condiciones en las que se encontraba su país no le permitieron hacer lo que quería, y tuvo que ir poco a poco y de proyecto en proyecto.

### Biquefarre
El momento propicio para hacer la secuela llegó treinta y ocho años después. Con una carrera ya consolidad y una edad considerable, Georges Rouquier era una figura muy popular en el cine documental y muy conocida en las universidades americanas, donde los aspirantes a directores lo estudiaban en las aulas. 
En principio, el título de este segundo filme iba a ser, simplemente, 38 ans après (38 años después), pero finalmente se quedó con el de Biquefarre, un juego de palabras en honor a su célebre antecesora. 
En casi cuarenta años, la vida en la granja había dado un giro de casi 180 grados. Pero Rouquier no se limita a observar y analizar los avances tecnológicos de la agricultura. Se fija también en los cambios sociales del siglo XX; y lo hace a través de los mismos personajes que en la primera película, que no son otros que sus primos y sus tíos. 
Les convence para interpretar un papel que no dista demasiados de sus propias vidas: la agricultura se ha convertido en una industria, y deben decidir entre evolucionar hacia lo grande e impersonal o desaparecer. Este mar de dudas hace que las tierras de la granja Farrebique se pongan a la venta. Alrededor de esta trama principal - como ocurría en la película anterior - giran pequeñas historias, como el amor entre el matrimonio de Henri y Maria o la enfermedad de Roch. El acontecimiento principal de la película es que finalmente la familia opta por adquirir el terreno de Biquefarre, una pequeña porción de tierra adyacente a la granja de Farrebique, y aumentar así su negocio. 
El estilo de Biquefarre es más duro que el de la primera película. Rouquier utiliza su estilo mucho más profesional y riguroso que cuarenta años antes para meterse hasta el fondo en el problema de una familia y un estilo de vida que ha sufrido importantes cambios, y no siempre para bien. Éste es un tema común en las dos producciones, aunque con una diferencia singular. Si en la primera película la familia se preguntaba si debían poner o no electricidad en su granja, en la segunda su problema es si pasar a una producción en masa e industrializada o abandonar la granja.
Una de las escenas con más fuerza de este filme podría ser una protagonizada por Raoul. Este soltero, que decide vender su terreno de Biquefarre y trasladarse a Toulouse, defiende en una reunión de propietarios que todo el terreno rural debería pertenecer al pueblo, para asegurar oportunidades y condiciones más equitativas para todos los granjeros. Los presentes le callan a gritos, acusándolo de marxista.
Esta vez, Rouquier también conquistó al público, y le fue otorgado el premio especial del jurado en el festival de Venecia de 1983.

## Premios y distinciones
Festival Internacional de Cine de Venecia
| Año  | Categoría                              | Película   | Resultado |
| ---- | -------------------------------------- | ---------- | --------- |
| 1983 | León de Plata - Gran Premio del Jurado | Biquefarre | Ganador   |